# Дорнфельдер
Дорнфельдер (нім. Dornfelder) — технічний (винний) сорт винограду, що використовується для виробництва червоних вин переважно у Німеччині та Чехії. Другий за поширеністю технічний сорт червоного винограду у Німеччині. Також може споживатися як столовий виноград.

## Походження

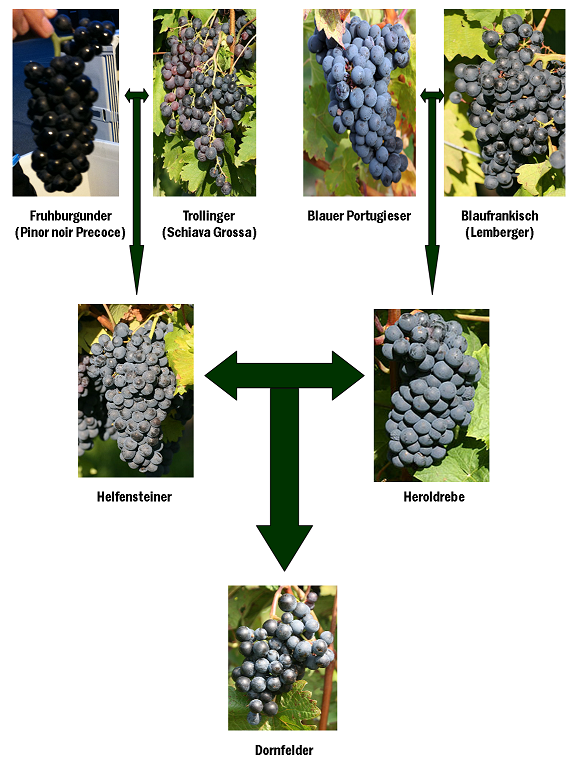
Родовід «Дорнфельдера»

Сорт отриманий Августом Герольдом 1955 року в інституті виноробства та помології у Вайнсберзі схрещуванням Гельфенштайнер × Герольдребе. Обидва батьківські сорти також були виведені Августом Герольдом.
Виноград названий на честь Іммануеля Августа Людвіга Дорнфельда, засновника інституту, в якому було виведено сорт.
1979 року «Дорнфельдер» дозволений для культивування. Сорт був виведений з не дуже амбітною метою — для використання в купажах, де б він надавав глибину кольору і повнотілості часто світлозабарвленим і легким німецьким червоним винам. У цій якості він досить довго набирав популярності, але 2001 року перевершив Португізер у Німеччині за площею виноградників. У період з 2000 по 2005–2006 рік площа виноградників, зайнятих сортом, подвоїлася, досягнувши максимуму 8231 га, і з того часу тримається на цьому рівні.

## Географія
Другий за популярністю сорт у Німеччині, особливо поширений у Райнгессені та Пфальці:
| Виноробний регіон   | Площа виноградників, гектар |
| ------------------- | --------------------------- |
| Ар                  | 13                          |
| Баден               | 45                          |
| Вюртемберг          | 323                         |
| Гессіше-Берґштрассе | 15                          |
| Заале-Унструт       | 52                          |
| Міттельрайн         | 12                          |
| Мозель              | 319                         |
| Нае                 | 442                         |
| Пфальц              | 3115                        |
| Райнґау             | 16                          |
| Райнгессен          | 3491                        |
| Саксонія            | 23                          |
| Франконія           | 148                         |
| Німеччина (2014)    | 8015                        |

2004 року у Чехії сорт зареєстрований у Державній сортовій книзі. У Моравському винному регіоні площі під ним займають майже 155 га.
2009 року у Швейцарії сортом було зайнято 21 га, в основному в кантонах Швіц і Цюрих.

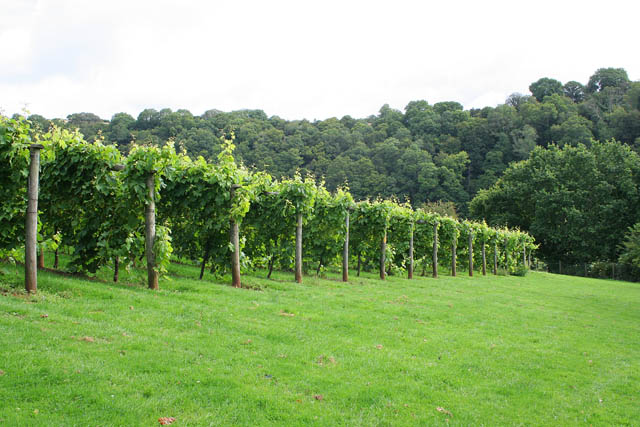
Посадки «Дорнфельдера» в Девоні

З кінця 1980-х років сорт почали культивувати у Великій Британії. 2007 року їм було зайнято приблизно 16 га виноградників. Як для винограду, виведеного з метою отримати інтенсивний колір, його використовують досить незвично — для виготовлення рожевих та ігристих вин. Річ у тім, що йому довелося конкурувати з гібридним сортом Регент, який став популярнішим і повністю зайняв нішу, на яку претендував Дорнфельдер.
За межами Європи сорт у незначній кількості культивують у США (Каліфорнія, Нью-Йорк, Пенсільванія та Вірджинія). Також Дорнфельдер можна знайти у Канаді, Бразилії та навіть Японії.

## Нащадки
Технічні сорти винограду, що були виведені схрещуванням Дорнфельдера:
- Аколон[de] виведений 1971 року Берндтом Хіллом в інституті виноробства та помології Вайнсберга схрещуванням Блуфранкіш × Дорнфельдер.
- Каберне Доріо[de] виведений 1971 року в інституті виноробства та помології Вайнсберга схрещуванням Блуфранкіш × Дорнфельдер.
- Каберне Дорса[de] виведений 1971 року в інституті виноробства та помології Вайнсберга схрещуванням Блуфранкіш × Дорнфельдер.
- Монарх[de] виведений 1988 року Норбертом Беккером схрещуванням Соляріс[de] × Дорнфельдер.

## Основні характеристики
Кущі сильнорослі. Листя велике, сильнорозсічене, п'ятилопасне. Черешкова виїмка закрита. Квітка обох статей. Кетяги великі, середньощільні. Ягоди великі, округлі, сині. М'якуш соковитий. Дозрівання пагонів хороше. Сорт раннього періоду дозрівання. Період від початку розпускання бруньок до зрілості ягід становить 120-125 днів. Висока врожайність. Сорт відносно морозостійкий. Стійкість до грибкових хвороб вища за середню.
У порівнянні з іншими технічними сортами винограду, що культивуються у Німеччині, Дорнфельдер виглядає виграшно. Його простіше вирощувати, ніж піно-нуар, у нього краще стійкість до цвілі, ніж у Португізера (і глибший колір, виразніші аромати й таніни), пагони сильніші, ніж у Троллінгера, дозріває раніше, ніж Блуфранкіш, а його сік містить більше цукру (і вищий рівень алкоголю у вині), ніж у всіх цих сортів.
Дорнфельдер може бути дуже врожайним — до 120 ц/га, але, як завжди, якщо метою ставиться виробництво високоякісного вина, то врожайність необхідно штучно обмежувати.

## Стилі вина

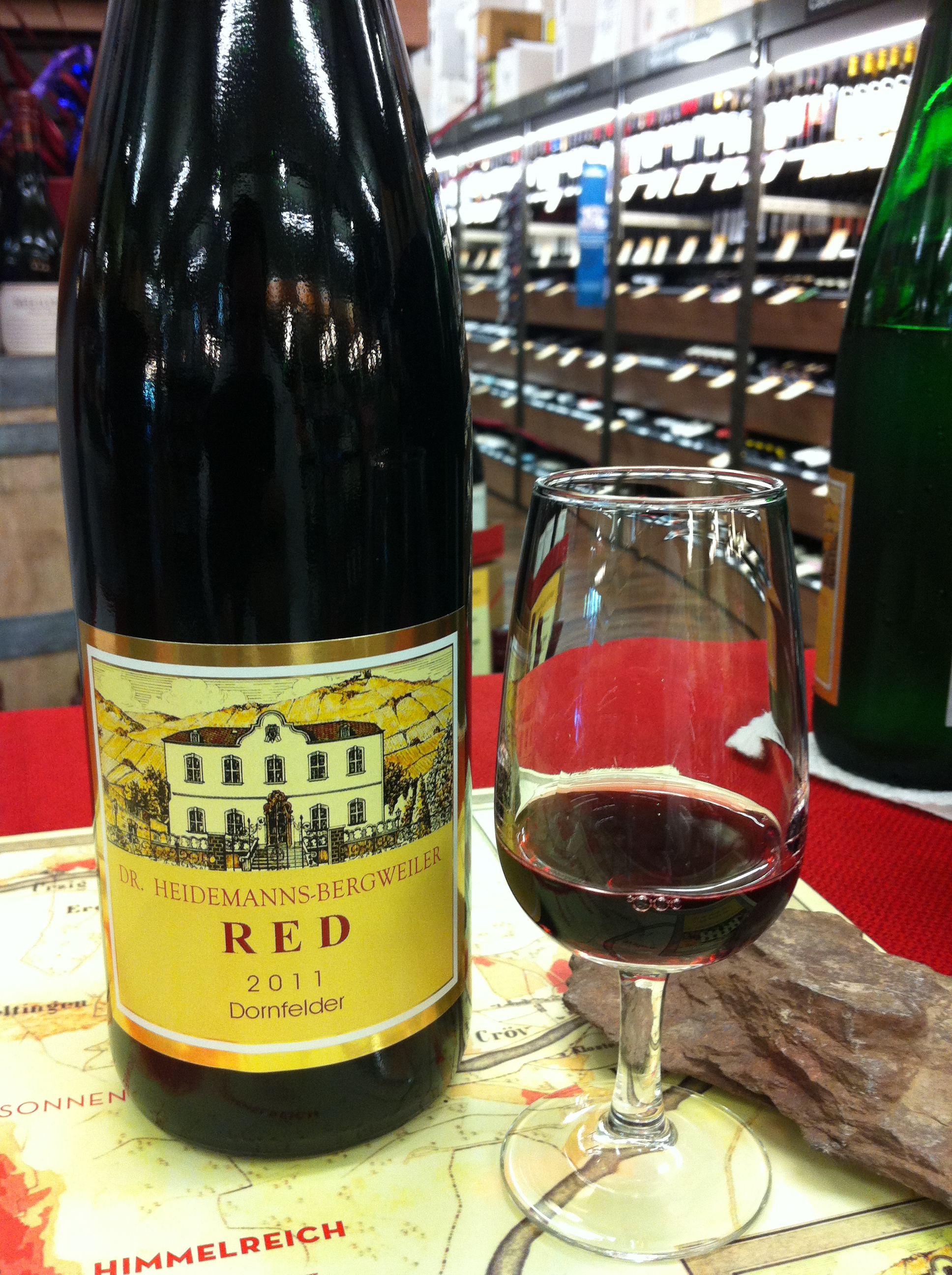
Вино «Дорнфельдер» із Німеччини

Раніше, німецькі винороби використовували сорт для виробництва вин у стилі божоле нуво — легкотіле вино з ароматами вишні та ожини, найчастіше із залишковим цукром. Зараз більшість вин із Дорнфельдера робляться у традиційній стилістиці від середньо- до повнотілих.
В основному використовується для виготовлення високоякісних сухих вин, як сортових, так і в купажах, наприклад Дорнфельдер + Піно-нуар.
Вина мають глибокий темно-червоний колір, приємну кислотність, багату й оксамитову текстуру. Найчастіше можна вловити аромати та смаки чорних фруктів — темних слив, чорної смородини, вишні разом із легким квітковим ароматом. Вино, як правило, виграє від витримки у дубовій бочці та демонструє набір теплих прянощів для випічки (наприклад: гвоздика, ваніль, мускатний горіх).
Вина мають гарний потенціал для витримки .

## Кулінарні комбінації
Щодо кулінарії, Дорнфельдер поєднується з м'ясною піцою, тюфтельками або смаженою птицею та свининою, не солодкою копченою шинкою від середньої до товстої нарізки зі смаком від середнього до яскравого.